# Summer Storm (film)
Summer Storm is een Amerikaanse dramafilm uit 1944 onder regie van Douglas Sirk. Het scenario is gebaseerd op de roman Het drama op de jacht (1885) van de Russische auteur Anton Tsjechov. De film werd destijds  uitgebracht onder de titel Levensdrang.

## Verhaal
Olga is de jonge, knappe vrouw van Anton Urbenin, een huisknecht van middelbare leeftijd. Zijn werkgever is verliefd op Olga. Zij is dan weer verliefd op de jonge advocaat Fedor Petroff. Uiteindelijk doodt Fedor Olga uit jaloezie. Anton krijgt daarvan de schuld.

## Rolverdeling
| Acteur                | Personage                  |
| --------------------- | -------------------------- |
| George Sanders        | Fedor Mikhailovich Petroff |
| Linda Darnell         | Olga Kuzminichna Urbenin   |
| Anna Lee              | Nadena Kalenin             |
| Edward Everett Horton | Graaf Volsky               |
| Hugo Haas             | Anton Urbenin              |
| Laurie Lane           | Clara Heller               |
| John Philliber        | Polycarp                   |
| Sig Ruman             | Kuzma                      |
| John Abbott           | Lunin                      |
| Mary Servoss          | Mevrouw Kalenin            |
| André Charlot         | Mijnheer Kalenin           |
| Robert Greig          | Gregory                    |
| Nina Koshetz          | Zigeunerzangeres           |
| Paul Hurst            | Orloff                     |
| Charles Trowbridge    | Arts                       |